# Hyla eximia
Hyla eximia là một loài ếch thuộc họ Nhái bén.
Đây là loài đặc hữu của México.
Môi trường sống tự nhiên của chúng là rừng ôn đới, vùng núi ẩm nhiệt đới hoặc cận nhiệt đới, đồng cỏ nhiệt đới hoặc cận nhiệt đới vùng đất cao, sông ngòi, sông có nước theo mùa, đầm nước, đầm nước ngọt, và đầm nước ngọt có nước theo mùa.